# Фейнлер, Элизабет
Элизабет Джослин «Джейк» Фейнлер (англ. Elizabeth Jocelyn Feinler; род. 2 марта 1931, Уилинг, Западная Виргиния) — американская исследовательница в области информатики и Интернета. С 1972 года по 1989 год была директором Сетевого информационного центра в Стэнфордском исследовательском институте, в котором был установлен второй узел IMP для сети ARPANET.

## Биография
Фейнлер родилась в Уилинге, штат Западная Виргиния и закончила Западный свободный колледж штата. Она первая в семье посещала колледж. Фейнлер поступила в аспирантуру по биохимии в университет Пердью, однако из-за финансового положения она решила отложить защиту диссертации на год или два и пошла работать в службу химических данных (при Американском химическом обществе) в Колумбусе, Огайо. Она работала с большим количеством химических данных и заинтересовалась систематизацией. В 1960 году Фейнлер узнала о вакансии в Калифорнии в Исследовательском институте при Стэнфордском Университете, её заявление было принято. Первоначально в институте она занималась сбором данных и поиском литературы.
Фейнлер работала в отделе литературного поиска до 1972 года, когда Энгельбарт Дуглас пригласил её присоединиться к его научному центру ARC (англ. Augmentation Research Center). К 1974 году она являлась главным учёным в разработке запуска нового Сетевого информационного центра для ARPANET. Центр был предназначен для предоставления пользователям, первоначально связывающихся письмами или по телефону, информации о людях, организациях. Затем он начал регистрировать имена, предоставлять контроль узлов, аудиторскую информацию, информацию по счетам и распределять запросы на отзывы (RFC). Фейнлер вместе со Стивом Крокером, Джонатаном Постелом и Джойсом Рейнольдсом разработали RFC как официальный набор технических записей для ARPANET и позднее для Интернета.
Благодаря Фейнлер существуют современная система имён доменов (.com, .gov, .org). В 1989 году Фейнлер перешла на работу в НАСА в Исследовательский центр Эймса. Она вышла на пенсию в 1996 году и в 2010 году опубликовала историю Сетевого информационного центра. В 2012 году она вошла в Зал славы Интернета